# Louis Robichaud
Louis Joseph Robichaud (ur. 21 października 1925 w St-Antoine, Nowy Brunszwik, zm. 6 stycznia 2005 w Sainte-Anne-de-Kent, Nowy Brunszwik) – kanadyjski polityk, działacz Liberalnej Partii Nowego Brunszwiku, premier Nowego Brunszwiku w latach 1960–1970.

## Życiorys
Ze względu na mały wzrost nosił przydomek Mały Ludwik (Little Louis). Ukończył studia prawnicze.
Z ramienia Partii Liberalnej w 1952 został wybrany do legislatury prowincjonalnej, a w 1958 stanął na czele lokalnych władz partyjnych.
W 1960 poprowadził liberałów do zwycięstwa w wyborach lokalnych i 12 lipca stanął na czele rządu, zastępując Hugh Johna Flemminga. Jako szef rządu przeprowadził szereg reform społecznych, unowocześniając m.in. szkolnictwo i służbę zdrowia. W 1969 doprowadził do oficjalnego zatwierdzenia dwujęzyczności prowincji, a w 1963 przyczynił się do powołania francuskojęzycznego uniwersytetu w Moncton. Zajmował się również polityką podatkową, w okresie sprawowania przez niego funkcji premiera uporządkowano podatki lokalne. Utrzymał władzę liberałów w wyborach w 1963 i 1967. W listopadzie 1970 został zastąpiony na stanowisku premiera przez lidera konserwatystów Richarda Hatfielda.
W 1973 został mianowany senatorem. Zasiadał w Senacie Kanady do ukończenia 75. roku życia w październiku 2000.

## Odznaczenia
W 1971 został uhonorowany Orderem Kanady.